# Un couteau dans le cœur
Un couteau dans le cœur, en inglés conocida como Knife+Heart, es el nombre de una película francesa-mexicana de género Drama - 
Thriller  dirigida por Yann Gonzalez y estrenada en 2018. Tuvo al personaje principal protagonizado por la actriz Vanessa Paradis. La película fue seleccionada para competir por el Palme d'Or en el Festival de Cannes de 2018.

## Sinopsis
Paris, verano de 1979. Anne, una productora de películas porno gay baratas, es una mujer violenta, víctima del alcohol y de sus propios demonios. Cuando Loïs, su editora y pareja, la abandona tras años de relación, Anne queda destrozada. Desesperada y decidida a reconquistarla, hace una película mucho más ambiciosa. Pero un asesino misterioso enmascarado merodea en su entorno y esto alterará su vida.

## Reparto
- Vanessa Paradis como Anne.
- Kate Moran como Loïs.
- Nicolas Maury como Archibald.
- Noé Hernández como Luis.

## Recepción

### Crítica
Katie Rife de The A. V. Club le dio a la película una B.
"Una de las películas gay más interesantes del año (...) Elaborada con una atención meticulosa a la iluminación, la composición y el sonido (...) algo que garantiza que tendrá sus seguidores" dijo Peter Debruge de Variety.
"Un slasher muy bien filmado y con un marcado tono depresivo cuyo misterio te mantiene enganchado desde su sangriento comienzo hasta el descorazonador clímax final (…) Puntuación: ★★★★ (sobre 5)" dijo Trace Thurman de Bloody Disgusting. 
"Un film audaz (...) aunque no del todo convincente. (...) Puntuación: ★★★ (sobre 5)" dijo Diego Batlle de OtrosCines.com.

### Premios
- 2018: Festival de Cannes: Sección oficial largometrajes a concurso
- 2018: Festival de Sitges: Sección oficial a competición